# Berthella ornata
Berthella ornata is een slakkensoort uit de familie van de Pleurobranchidae. De wetenschappelijke naam van de soort is voor het eerst geldig gepubliceerd in 1878 door Cheeseman.